# Magaluf
Magaluf ist ein Ort (bzw. eine touristische Urbanisation) auf der Baleareninsel Mallorca. Er liegt am westlichen Ende der Bucht von Palma und gehört zur Gemeinde Calvià. Wie in S’Arenal wurden hier zahlreiche Hotels errichtet, um die Touristen unterzubringen. Die Silhouette des Ortes ist hier noch mehr durch die aneinander gereihten Hochhäuser bestimmt als an der Platja de Palma. Während S’Arenal eher von deutschen Touristen besucht wird, gilt Magaluf als bevorzugtes Reiseziel für Urlauber aus Großbritannien. In der Bucht von Magaluf befindet sich die unter Naturschutz stehende Insel Isla de sa Porrassa.

## Touristisches Angebot
Der feinsandige Strand von Magaluf ist 1600 Meter lang und damit einer der längsten im Bezirk Calvià. Während der Badesaison werden dort Wassersportaktivitäten wie Parasailing und Tretbootfahren angeboten. Er wird auch vom Glasbodenboot Britannia Jet angefahren.
Magalufs Partymeile heißt Punta Ballena. In Magaluf existieren viele Bars und Nachtclubs. Der größte Nachtclub ist das BCM Planet Dance, in dem bekannte DJs auflegen. Im selben Gebäude befindet sich auch der Tito’s Club, der früher in Palma beheimatet war. Weitere Angebote sind der Western Waterpark, das Pirates Vatritè, die Gokartbahn Karting Magaluf, oder das Fahrgeschäft Magaluf Tivoli.

## Name
Die früheste und bekannteste Erwähnung Magalufs stammt aus einem Dokument aus dem Jahre 1501. Die Bedeutung ist umstritten, bekannteste Erklärungsversuche beziehen sich auf das Hebräische und das Arabische. Die Herleitung aus dem Hebräischen bezieht sich auf das hebräische maẖlif hebräisch מַחֲלִיף Ersatzmann, die aus dem Arabischen auf das arabische māʾ ḥallūf (arabisch ماء حلّوف, DMG māʾ  ḥallūf; māʾ für „Wasser“, ḥallūf im maghrebinischen Arabisch für „Schwein“).